# Die Vampirschwestern 3 – Reise nach Transsilvanien
Die Vampirschwestern 3 – Reise nach Transsilvanien (no Brasil, As Irmãs Vampiras 3: Viagem para a Transilvânia) é um filme infanto-juvenil de fantasia e comédia alemão dirigido por Wolfgang Groos que teve sua estreia em 2016. Foi baseado no romance série de Franziska Gehm. O filme é a sequência de As Irmãs Vampiras 2: O Amor Floresce de 2014.

## Sinopse
As duas irmãs vampiras Dakaria (Laura Roge) e Silvânia (Marta Martin) vão para a sua terra natal, a Transilvânia, para resgatar seu irmão sequestrado pela rainha vampira, Antanasia.